# Nadleśnictwo Ustroń

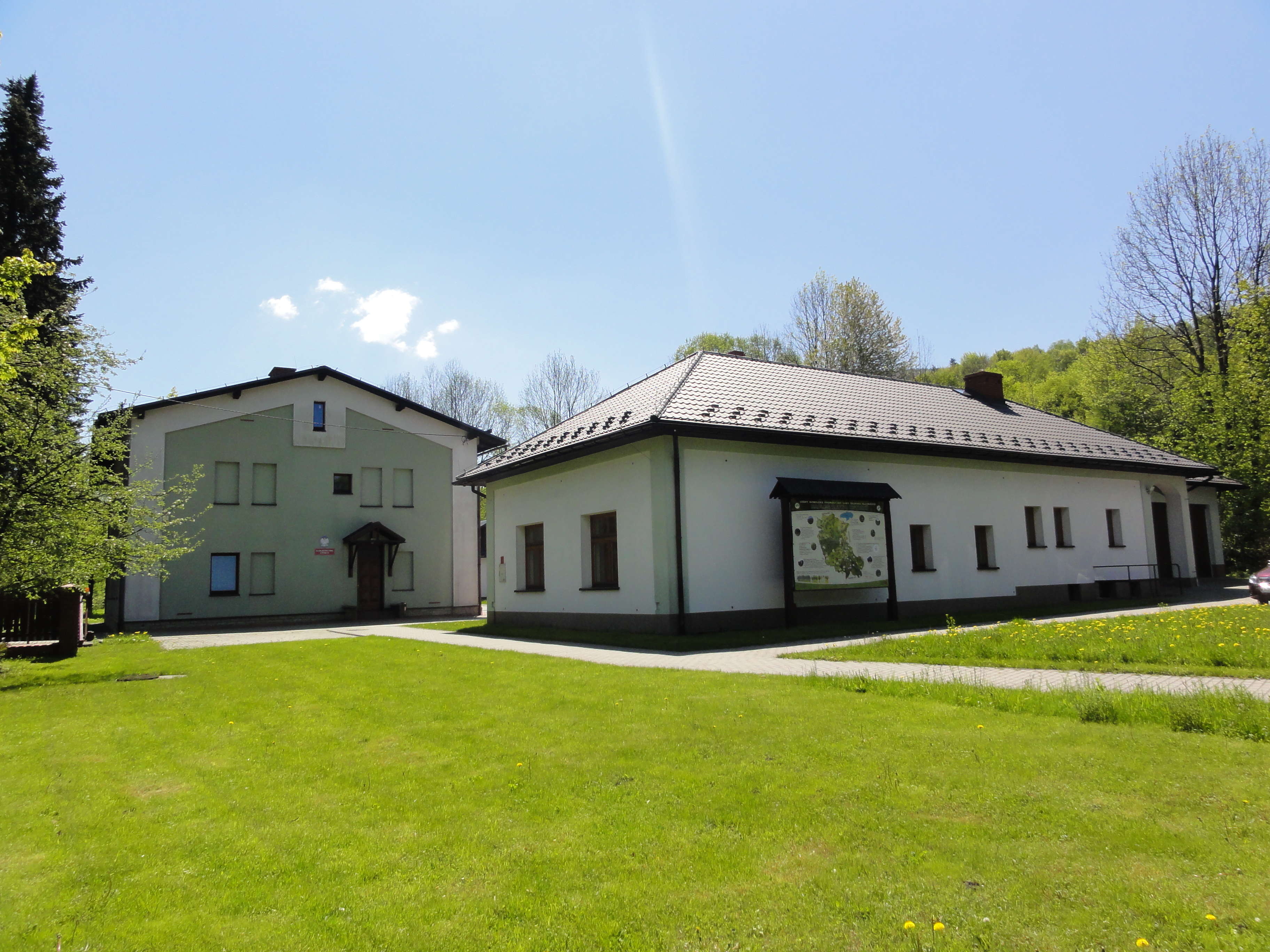
Siedziba Nadleśnictwa Ustroń

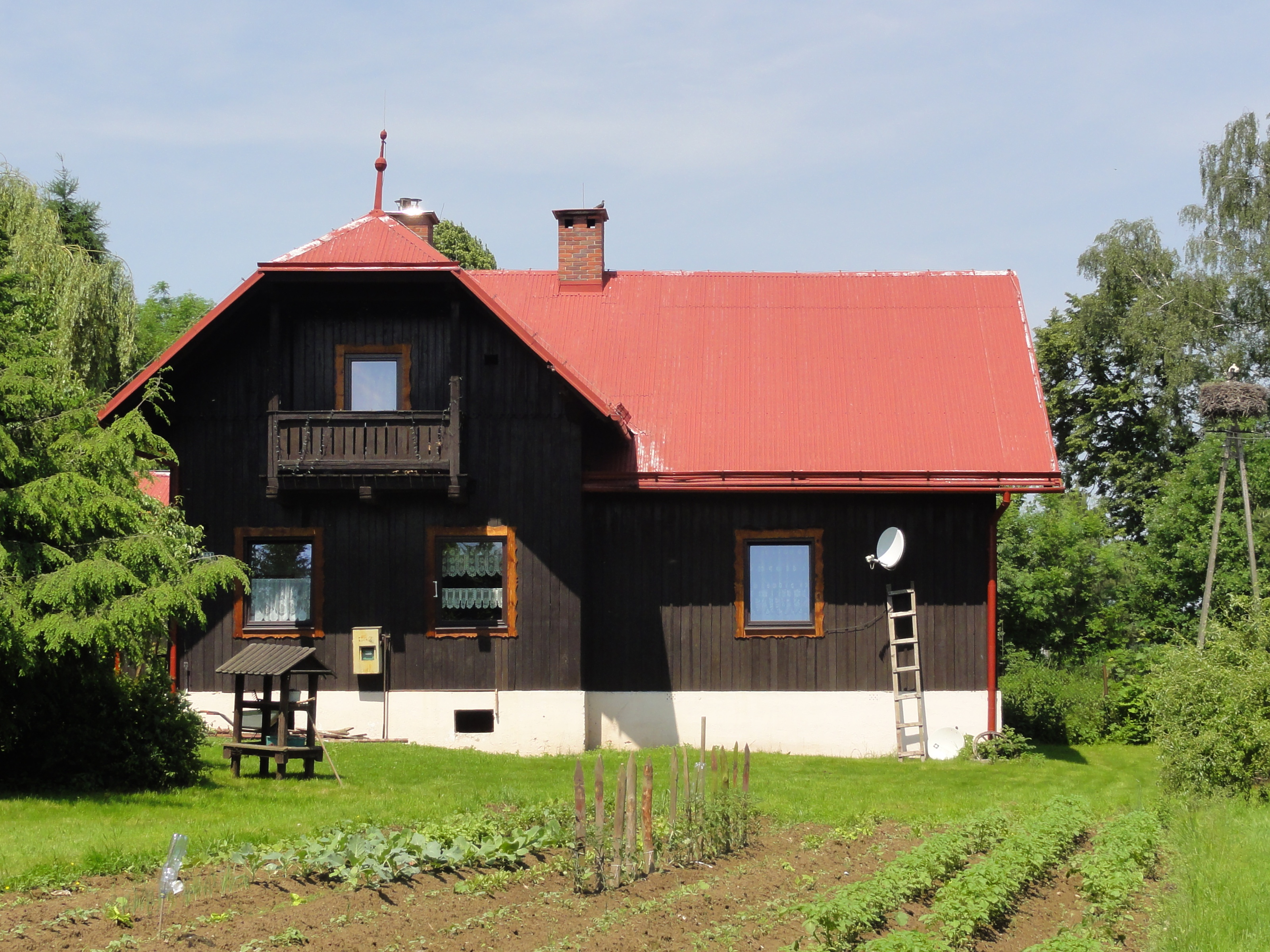
Siedziba Leśnictwa Dębowiec

Nadleśnictwo Ustroń – jednostka organizacyjna Lasów Państwowych podległa Regionalnej Dyrekcji Lasów Państwowych w Katowicach. Siedzibą nadleśnictwa jest miejscowość Ustroń.

## Historia Nadleśnictwa
Dane historyczne dotyczące terenów obecnego Nadleśnictwa Ustroń sięgają roku 1163, gdy obszary te były własnością Państwa Polskiego. W 1290 r. tereny te przeszły we władanie piastowskich książąt cieszyńskich jako lenno króla czeskiego, pozostając w tym charakterze do roku 1653. W tym roku objęli je w posiadanie Habsburgowie – członkowie austriackiego domu panującego, piastujący równocześnie godność królów czeskich. W ich imieniu dobrami zarządzała Komora Cieszyńska. W 1918 roku, Dobra Komory Cieszyńskiej przeszły, na mocy Rozporządzenia Ministra Rolnictwa i Przemysłu Drzewnego pod Przymusowy Zarząd Państwowy, we Lwowie. Od 1925 do 1939 roku lasami dzisiejszego Nadleśnictwa administrował Zarząd Lasów Państwowych w Cieszynie, podległy Dyrekcji Lasów Państwowych w Warszawie. Po drugiej wojnie światowej, na terenie gmin: Dębowiec, Hażlach, Strumień i Zebrzydowice, została upaństwowiona i włączona do Nadleśnictwa Hażlach część lasów, które stanowiły wielkoobszarową własność prywatną. Nadleśnictwo Ustroń, w obecnym kształcie administracyjnym powstało w 1973 roku poprzez połączenie uprzednio istniejących Nadleśnictw: Brenna, Hażlach i Ustroń. 

## Warunki geograficzno-przyrodnicze
Nadleśnictwo Ustroń położone jest w Karpackiej Krainie Przyrodniczo-Leśnej, w Dzielnicy Beskidu Śląskiego i Małego oraz częściowo w Śląskiej Krainie Przyrodniczo-Leśnej, w Dzielnicy Kędzierzyńsko-Rybnickiej. 
- Powierzchnia ogólna Nadleśnictwa: ponad 11,5 tys. ha; w trzech Obrębach: Brenna, Hażlach i Ustroń; podzielonych na 15 Leśnictw.
- Nadleśnictwo sprawuje nadzór nad lasami nie stanowiącymi własności Skarbu Państwa na powierzchni prawie 3,5 tys. ha.
- Siedliska leśne: lasowe górskie 58%, lasowe 32%, lasowe wyżynne 6%, inne 4%.
- Główne gatunki lasotwórcze: świerk 63%, buk 15%, dąb 7%, sosna 5%, pozostałe 10% (olsza czarna, brzoza, jesion, jawor, modrzew, jodła i inne).
- Przez teren Nadleśnictwa przebiega dział wodny pomiędzy zlewniami Wisły i Odry.
- Obręb Brenna zajmuje dolinę stosunkowo czystej rzeki Brennicy wraz z jej dopływami: Hołcyną i Leśnicą oraz zbocza okolicznych gór: Trzech Kopcy (1080 m n.p.m.), Stołowa (1040 m n.p.m.), Błatniej (917 m n.p.m.), Wielkiej Cisowej (872 m n.p.m.), Czupla (746 m n.p.m.), Starego Gronia (797 m n.p.m.), Kotarza (965 m n.p.m.) innych. W obrębie utworzono sześć Leśnictw: Górki, Cisowa, Hołcyna, Bukowa, Leśnica, Stawy.
- Obręb Ustroń rozciąga się wzdłuż doliny Wisły i obejmuje strome zbocza Wielkiej Czantorii (995 m n.p.m.) i Małej Czantorii (864 m n.p.m.), Jasieniowej (520 m n.p.m.), Orłowej (813 m n.p.m.), Równicy (884 m n.p.m.), Lipowskiego Gronia (745 m n pn.). Składa się z czterech Leśnictw: Równicy, Dobki, Czantorii i Dzięgielowa.
- Obręb Hażlach obejmuje Pogórze Cieszyńskie oraz tereny nizinne po obu stronach Wisły i prawobrzeżne Olzy. Leśnictwa Obrębu to: Pierściec, Dębowiec, Pruchna, Zebrzydowice i Kalembice.

## Ochrona przyrody
Od 1994 roku lasy Nadleśnictwa Ustroń wchodzą w skład Leśnego Kompleksu Promocyjnego - Lasy Beskidu Śląskiego, utworzonego w celu ochrony lasów, odtwarzania ekosystemów leśnych odpowiadających naturalnym warunkom klimatyczno-glebowym oraz popularyzacji wiedzy o lesie. Lasy Nadleśnictwa Ustroń reprezentują ogromną mozaikę zbiorowisk roślinnych. Najbogatsze pod względem liczby gatunków są grądy na terenach Pogórza Cieszyńskiego. Na terenie Nadleśnictwa utworzono częściowe, leśne rezerwaty przyrody: 
- koło Goleszowa znajduje się rezerwat cisów Zadni Gaj powierzchni 6 ha,
- w Marklowicach w Cieszynie utworzono rezerwat Kopce, o powierzchni 14 ha, gdzie przedmiotem ochrony jest wielogatunkowy naturalny drzewostan z dominacją dęba wraz z bardzo bogatym runem leśnym. Osobliwośą rezerwatu jest niewielka roślina zielna - cieszynianka wiosenna (Hacquetia epipactis) z zielono-żółtymi płatkami kwiatowymi,
- rezerwat Wielka Czantoria zajmuje powierzchnię 98 ha i obejmuje naturalne fragmenty kwaśnej buczyny karpackiej (Luzulo nemorosae - Fagetum) oraz żyznej buczyny karpackiej (Dentario glandulosae - Fagetum) z dużym udziałem jesiona wyniosłego,
- rezerwat grądowy o nazwie Skarpa Wiślicka (Wiślickie Brzegi) w Wiślicy koło Skoczowa zajmuje powierzchnię 24 ha,
- rezerwat Haźlaskie Dęby we wsi Hażlach, gdzie przedmiotem ochrony jest starodrzew dębowy,

Lasy Nadleśnictwa to ekosystemy o bogatej florze i faunie. Do najcenniejszych roślin zielnych należy zaliczyć: pióropusznik strusi, paprotkę zwyczajną, widłaki, śnieżyczkę przebiśnieg, cieszyniankę wiosenną, konwalię majową, lilię złotogłów, podkolana białego, storczyka plamistego, parzydło leśne, naparstnicę purpurową i dziewięćsił bezłodygowy Świat zwierząt chronionych reprezentowany jest między innymi przez: wiewiórkę, gronostaja, wydrę, puchacza, myszołowa, kruka, pluszcza, zimorodka, bociana czarnego, żmiję, zaskrońca. padalca, traszki, salamandrę. Wszystkie lasy Nadleśnictwa należą do lasów wodochronnych. 
Lasy Nadleśnictwa są także terenem, gdzie prowadzone są liczne badania naukowe, między innymi z zakresu nauk leśnych, ochrony przyrody, botaniki, zoologii, geologii i hydrologii. Założonych zostało wiele stałych obiektów badawczych, także przy współpracy naukowców zagranicznych 
W Nadleśnictwie jest 864 ha drzewostanów nasiennych, z tego 54 ha włączonych. Na uwagę zasługuje 51 ha tzw. „szwedzkich drzewostanów nasiennych będących od wielu lat obiektem zainteresowania naukowców-genetyków ze Szwecji.